# David J. Schwartz (Schriftsteller, 1970)
David John Schwartz (geboren am 22. September 1970 in Saint Paul, Minnesota) ist ein amerikanischer Autor von Science-Fiction und Fantasy.

## Leben
Schwartz besuchte von 1985 bis 1989 die Henry Sibley High School in Mendota Heights, Minnesota und studierte dann bis 1998 an der University of Wisconsin in Madison und danach von 2004 bis 2006 an der  University of Illinois in Urbana-Champaign. Er lebt in Saint Paul.

## Werk
Neben einigen Kurzgeschichten schrieb Schwartz den Roman Superpowers (2008), der für den Nebula Award und den William L. Crawford Fantasy Award nominiert war. Darin geht es um einige Collegestudenten, die nach dem Genuss von dubiosem selbstgebrauten Bier bei einer Party und einem nächtlichen Sturm im Mai 2001 am anderen Morgen mit einem Kater und diversen Superkräften aufwachen. Die frischgebackenen Superhelden studieren dann erstmal die einschlägige Literatur (sprich Comics) und versuchen dann, sich mit ihren neuen Rollen und Verantwortlichkeiten zurechtzufinden. Dann kommt der 11. September.
Der zweite Roman Gooseberry Bluff Community College of Magic ist eine Mischung aus Alternativweltgeschichte und Fantasy, in dem Joy Wilkins, eine junge Agentin des Federal Bureau of Magical Affairs, die Umtriebe an einem kleinen College für Magie untersucht, das ein Zentrum des illegalen Handels mit Dämonen sein soll – in dieser Welt wurden nämlich nach dem Zweiten Weltkrieg nicht Atombomben, sondern Dämonen die Waffen des Schreckens.

## Bibliografie
Romane
- Superpowers (2008)
- Gooseberry Bluff Community College of Magic (2013)

Kurzgeschichten
- Thieves’ Justice (1994)
- The Comfort of Thunder (2001)
- The Ichthyomancer Writes His Friend with an Account of the Yeti’s Birthday Party (2003)
- Breaking Glass (2004)
- The King of Memphis (2004)
- The Lethe Man (2004)
- The Three Clocks of Vorstein (2004)
- Iron Ankles (2004)
- The New Year’s Party or Dancing on Sleipner’s Bones (2004)
- A Whole Man (2005)
- Virginie and the Fool (2005)
- Five Hundred and Forty Doors (2006)
- Shackles (2006)
- The Water-Poet and the Four Seasons (2006)
- Play (2006)
- Manifest Destiny (2006)
- Grandma Charlie and the Wolves (2006)
- Proof of Zero (2008)
- Somnambulist (2008)
- Mike’s Place (2008)
- The Sun Inside (2008)
- The 121 (2009)
- Destiny, with a Blackberry Sauce (2011)
- Static, and Sometimes Music (2012)
- Bear in Contradicting Landscape (2012)
- Today’s Friends (2013)
- Apex Jump (2013)